# Хаген, Бетти Джин
Бетти Джин Хаген, Хейген (англ. Betty Jean Hagen; 17 октября 1930, Эдмонтон — 29 декабря 2016) — канадская скрипачка.

## Биография
Начала учиться игре на скрипке в Чикаго в конце 1930-х гг. у Людвига Беккера, затем оказалась в Калгари, где уже во второй половине 1940-х гг. играла в городском оркестре. Училась в 1949—1951 гг. в Торонтской консерватории у Гезы де Креса, затем в Джульярдской школе у Ивана Галамяна. В 1950 г. выиграла Наумбурговский конкурс молодых исполнителей, начиная с этого же года гастролировала по Северной Америке и Европе с сольными выступлениями и в составе фортепианного трио. На протяжении 1950-х гг. получила несколько наград в разных странах (в том числе первые премии Конкурса скрипачей имени Карла Флеша в Лондоне, 1953 и Конкурса имени Левентритта в Нью-Йорке, 1955, а также Международную музыкальную премию Харриет Коэн, 1952), выступала с такими дирижёрами, как Герберт фон Караян и Димитрис Митропулос; в 1962 г. получила седьмую премию Второго Международного конкурса имени Чайковского. В дальнейшем Хаген в меньшей степени концертировала как солист, однако много выступала в составе различных камерных ансамблей, с 1975 по 2004 гг. была концертмейстером в нескольких второстепенных американских оркестрах, преподавала (в частности, в 1985—1989 гг. в Университете Западного Онтарио).